# گمراه رحیموف
گمراه رحیموف بازیگر اهل کشور جمهوری آذربایجان بوده‌است. از فیلم‌هایی که وی در آنها ایفای نقش کرده‌است می‌توان به فیلم بابک اشاره نمود.